# Margareta Sterian
Margareta Sterian (născută Weinberg, n. 16 martie 1897, Buzău, România – d. 9 septembrie 1992) a fost o pictoriță, scriitoare, ilustratoare, ceramistă și traducătoare română, de origine evreiască din România. Fiica lui Iancu și Angelica Weinberg s-a născut în casa părinților săi din Buzău, aflată pe strada Carol I (azi Independenței).

## Biografie
A studiat în orașul natal și la Liceul german evanghelic din București, unde i-a avut ca profesori pe Ioan Slavici (limba română) și Richard Conisius (desen). Margareta a rămas orfană în copilărie și a fost crescută de mătuși și de bunica sa, aceasta fiind cea care a încurajat-o să-și redea visele în artă și să nu renunțe, în pofida sărăciei și a bolii care le-a afectat pe amândouă. Bunica îi spunea adesea că necazurile lor sunt din „mătase”.
Ucenică a lui Gori Mircescu în ale picturii, a plecat la Paris, unde a urmat cursuri la Aca-demia Ranson și lˈÉcole de Louvre (1926-1929). Revenită în țară, ia contact cu școala sociologică a lui Dimitrie Gusti și a luat parte la campania monografică de la Drăguș,  realizând portrete pentru copiii și țărani, prezentate în expoziția seminarului de sociologie de la București și Dresda. Frecventează grupările noi din artă și cercul literaților avangardiști din jurul revistei „Contimporanul” al cărei redactor era Ion Vinea, unde va debuta în 1930. Va publica poezii originale și traduceri (din Whitman, O'Neill, Faulkner, Aldridge) în reviste de frunte, ilustrează cărți, participă la cele mai importante expoziții din București, dar și de peste hotare: Roma, Varșovia, Paris, Budapesta, Praga, Geneva, Tokio. Debutul editorial s-a produs în anul 1945, cu volumul Poezii. Pentru Lucian Raicu în poemele Margaretei Sterian pulsează o viață secretă și au liniștea unui tablou. În poezia Margaretei Sterian sunt și câteva teme pe care le aflăm și în pictura ei: vaza, circul, călărețul de circ, oglinda, colina, cupa și, bineînțeles, florile. Exprimate prin culori, obiectele și figurile au o materialitate mai puternică, sunt pregnante și adesea insolite.

## Distincții
- Ordinul „Meritul Cultural” clasa a III-a (1968) „pentru activitate deosebită în domeniul artelor plastice”[13]

## Expoziții
- 1929, la București, prima expoziție, în Sala Mozart, unde expune și lucrările de la Drăguș, fiindu-i acordat Premiul pentru cultură al Ministerului Artelor

- 1933 - Galeriile  Premiile Artei[14]
- 1938 - expoziție în locuința sa din strada Vasile Lascăr nr. 8
- 1944 - Căminul Artei
- 1958 - București
- 1965 - București
- 1969 - Sala Dalles și Galeriile Katia Granoff din Paris (tapiserie)
- 1971 - Sala Apollo București
- 1974 - Galeria Simeza
- între anii 1974-1975 expune tapiserie în muzeele din Brăila, Galați, Pitești, Timișoara și Buzău
- 1977 - retrospectivă, Sala Dalles
- 1979-1980, expune la Muzeul Național de Artă
- 1984 - Art Center, Tokio și Muzeul Național de Artă, retrospectivă
- 1985 - Premiul special al Uniunii Artiștilor Plastici din România
- 1990 - Biblioteca franceză din București
- 1992 - Art Center, Tokio
- 1993 și 1998 - Muzeul Național de Artă, ultima fiind în colaborare cu Muzeul Județean Buzău

Expoziții internaționale
- 1935 - Roma
- 1937 - participă la Expoziția Internațională a Artelor și Industriei din Paris, unde obține Medalia de bronz pentru pictură[15]
- 1947 - Budapesta
- 1962 - Expoziția internațională de ceramică
- 1966 - Galeriile Altamira din Geneva
- 1966 - München
- 1967 - Istanbul (diploma de onoare)
- 1968 - Paris, Bologna, Lausanne
- 1971 - Milano, Roma, Haga, Budapesta
- 1979 - Tokio, Roma

## Activitate literară
- 1945 - Poezii (debut editorial)
- 1947 - Antologia poeziei americane moderne
- 1969 - Poeme
- 1971 - Evocări de călătorie
- 1974 - Soare difuz
- 1977 - Poeme-Imagini-Proze

Proză
- 1962 - Castelul de apă
- 1977 - Din petece colorate
- 1979 - Oblic peste lume

Traduceri și ediții
- 1935 - Poezia poloneză contemporană
- 1945 - Din jale se întrupează electra
- 1945 - Poeme
- 1947 - Antologie a poeziei americane moderne
- 1957 - Victorie
- 1962 - Aur și nisip
- 1974 - Mîhnirea e mai grea decât marea
- 1977 - Eternă bucurie-i frumusețea (Antologie de poezie britanică)[16]

Împreună cu poeta bucovineană de origine evreiască Dusza Czara-Rosenkranz⁠(de)[traduceți] a publicat în 1935 antologia Poezia poloneză contemporană.
A realizat și tapiserii și ceramică (Bestiarul, Adam și Eva, Talerul).
A fost căsătorită de două ori, prima dată cu un bancher din Ploiești, iar a doua oară cu poetul, consilierul economic și diplomatul Paul Sterian.

## Fundația omonimă
Există o fundație numită în memoria ei, fundație care din 1993 decernează premii pentru creație muzeografică și plastică, iar liceul de artă din orașul natal, Buzău, îi poartă numele.